# Aristarco de Tegea
Aristarco de Tegea fue un trágico de la Antigua Grecia que vivió durante el siglo V a. C. Nació en Tegea, ciudad de Arcadia. Se dice que floreció en torno a la 82.ª olimpiada (año 452 a. C.) Es mencionado en la Suda, donde se señala que vivió unos 100 años. De sus tragedias, que fueron en torno a 70, dos de ellas fueron premiadas, pero apenas se conocen unos pocos fragmentos de todas ellas. Una de ellas se titulaba Aquiles y fue empleada como fuente por Ennio para escribir una tragedia con el mismo título.